# O nouă primăvară (film)
O nouă primăvară este un film produs în anul 1961, produs de Seven Arts-Warner Bros.. În el au jucat Vivien Leigh, Warren Beatty, Lotte Lenya, Coral Browne, Jill St. John și Angel Alonso.
1. ↑   http://www.imdb.com/title/tt0055382/, accesat în 19 aprilie 2016 Lipsește sau este vid: |title= (ajutor)
2. 1 2   http://www.filmaffinity.com/en/film765419.html, accesat în 19 aprilie 2016 Lipsește sau este vid: |title= (ajutor)
3. 1 2 3   http://stopklatka.pl/film/rzymska-wiosna-pani-stone-1961, accesat în 19 aprilie 2016 Lipsește sau este vid: |title= (ajutor)